# Gai Hostili Mancí
Gai Hostili Mancí (en llatí Caius Hostilius Mancinus) era probablement germà de Luci Hostili Mancí (Lucius Hostilius Mancinus). Formava part de la gens Hostília.
va ser elegit cònsol l'any 137 aC junt amb Marc Emili Lèpid Porcina i va dirigir la guerra de Numància. va ser derrotat diverses vegades i finalment, envoltat per l'enemic, va haver de signar la pau amb la intervenció del seu qüestor Tiberi Grac que era molt respectat pels numantins.
El tractat reconeixia amb molta probabilitat, segons Apià, la independència de Numància i el seu territori. Però el senat romà va refusar de reconèixer el tractat i va ordenar lliurar el cònsol que l'havia signat, als numantins. El cònsol del 136 aC, Luci Furi Fil, va ser l'encarregat de lliurar-lo, lligat i despullat, mitjançant dos fecials. Mancí hi estigué d'acord, però els numantins no el van voler acceptar.
Va tornar a Roma i va prendre seient al senat, però en va ser expulsat pel tribú Publi Rutili II amb l'excusa que havia perdut la ciutadania en ser lliurat a Numància, però com que el lliurament no havia tingut lloc va sorgir un conflicte jurídic. En general es va considerar que havia perdut almenys els drets civils, però el que se sap, segons diu Aureli Víctor, és que posteriorment va ser elegit pretor.